# Oscillograaf

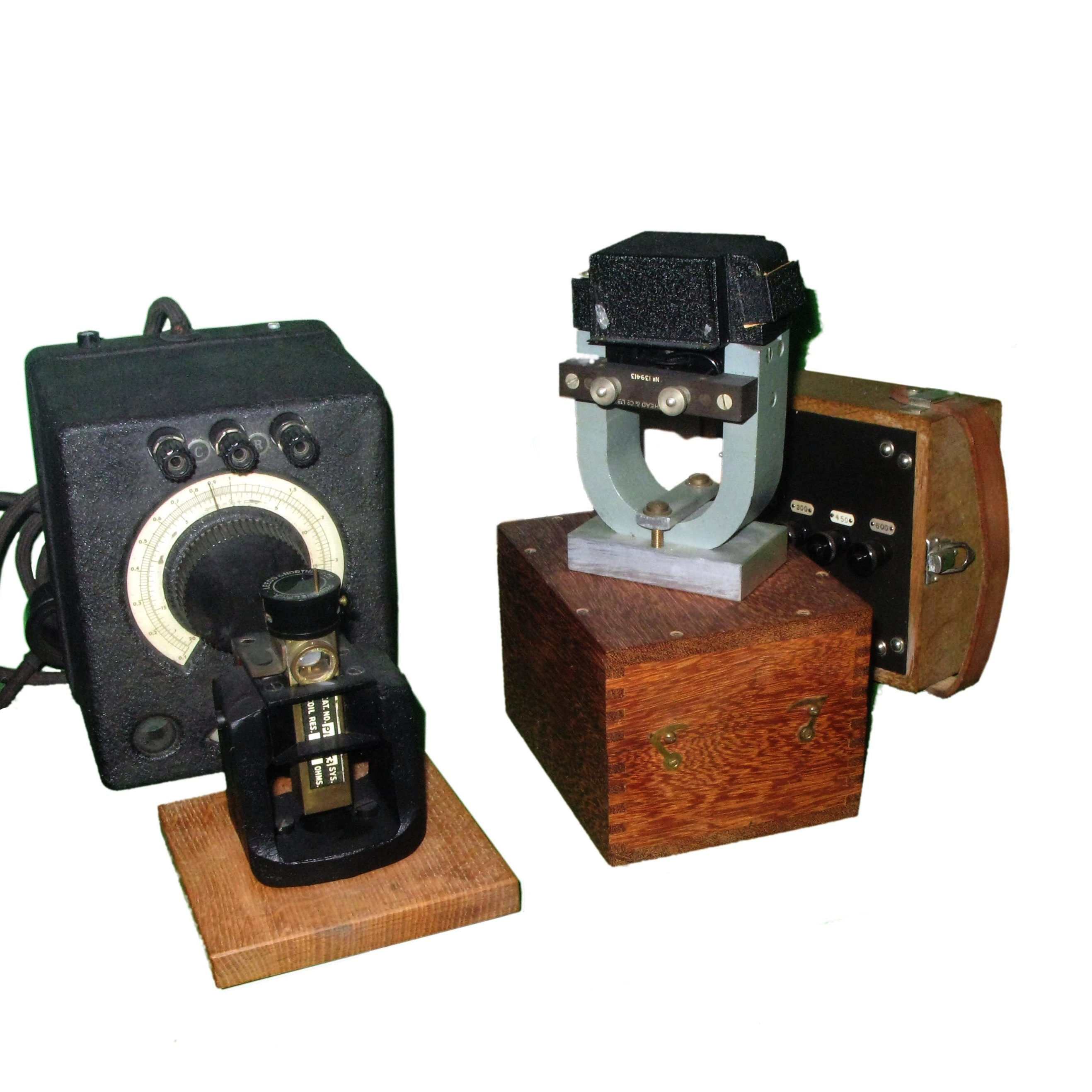
Elektromagnetische oscillograaf

Een oscillograaf is een meetinstrument dat wordt gebruikt voor de directe waarneming en/of het vastleggen van snel veranderende elektrische signalen (stroom, spanning of een andere elektrische grootheid). Het geregistreerde signaal wordt een oscillogram genoemd.

## Elektromagnetische oscillograaf
De elektromagnetische oscillograaf berust op het principe van de draaispoelgalvanometer van d'Arsonval – de interactie van een stroomvoerende spoel in het veld van een permanente magneet. De eerste automatische oscillografen waren uitgerust met een pen die aangestuurd door de draaispoel, een lijn trok over een beweegbare rol papier aangedreven door een synchrone motor.
Vanwege de traagheid van de mechanische componenten konden met deze eerste instrumenten alleen relatief langzaam wisselende signalen (max. 100 Hz) worden vastgelegd.

### Bifilaire oscillograaf
Een verbetering hierop was de lus- of bifilaire oscillograaf uit 1893 van de Franse natuurkundige André Blondel. Een vergelijkbaar type oscillograaf werd rond dezelfde periode ontwikkeld door de Engelse elektrotechnicus William Duddell.
Deze oscillograaf bestaat uit één of meer meetlussen. Elke meetlus bestaat uit een lusvormig (bifilair) gespannen draad, die zich in een sterk, met gelijkstroom bekrachtigd magneetveld kan bewegen. Dankzij de lorentzkracht, die evenredig is met de stroom door de meetlus, wordt de elektrische variatie omgezet in een mechanische beweging van de lus. In het midden van de lus is een klein spiegeltje bevestigd dat evenredig met de momentele waarde van de stroom door de lus over een bepaalde hoek uit de nulstand draait. Met een lichtstraal gereflecteerd door het spiegeltje wordt de hoekbeweging zichtbaar gemaakt op een projectiescherm of een fotogevoelige rol papier.
Probleem hierbij was om meetlussen te maken met een kleine massatraagheid om ook zeer snel veranderende wisselstromen te kunnen meten, en toch voldoende demping om doorschieten te voorkomen. Desondanks konden met dit instrument signalen worden vastgelegd van 1500 tot 4000 Hz.

### Snaargalvanometer
Een speciale uitvoering van de oscillograaf is de snaargalvanometer, uitgevonden in 1901 door de Nederlandse arts Willem Einthoven. Hoewel het instrument oorspronkelijk was bedoeld voor het meten van de hartslag bij lage frequenties werd de snaargalvanometer later – met de nodige verbeteringen – ook gebruikt voor het meten van steeds hogere frequenties.
Om dit mogelijk te maken is de meetlus gereduceerd tot een enkele dunne verzilverde kwartsdraad, die als stroomgeleider uitgespannen is tussen twee magneetpolen van een sterke elektromagneet. Deze draad zal bij een stroomdoorgang loodrecht op het magnetisch veld uitwijken, die met een lichtbron vastgelegd wordt op een fotografische film.

## Kathodestraaloscillograaf

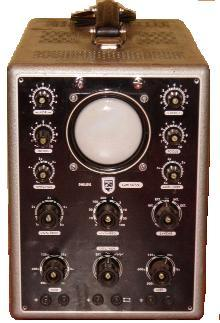
Philips oscilloscoop GM5659 (1953)

Ondanks de steeds betere mechanische constructies kan de oscillograaf geen wisselstromen waarnemen met zeer hoge frequenties doordat de traagheid te groot is. Dit veranderde met de uitvinding van de kathodestraalbuis van Ferdinand Braun. Een in de buis opgewekte kathodestraal (bundel van vrije elektronen) kan in elke willekeurige richting worden afgebogen door een wisselend elektrisch veld (magnetisch of elektrostatisch) en zichtbaar worden gemaakt op een lichtgevend scherm.
De reden dat een kathodestraal zo geschikt hiervoor is dat elektronen nauwelijks massa hebben en dus zeer snel reageren op veranderingen van het elektrisch veld. Hierdoor werd het mogelijk om signalen met zeer hoge frequenties (boven de 1 MHz) zichtbaar te maken.
Een oscillograaf die een kathodestraal gebruikt heet kathodestraaloscillograaf. Nadeel van dit toestel is dat het resultaat niet echt wordt opgeschreven (van Grieks graphos) maar alleen bekeken wordt (skopos) en niet blijvend is. Daarom zegt men tegenwoordig liever oscilloscoop, wat ook nog korter is. Technici spreken soms kortweg van scoop. 
In de oscilloscoop zijn in de buis twee paar onderling loodrecht opgestelde afbuigingsplaten aangebracht waar de puntvormige elektronenbundel zich tussen bevindt. Het te meten signaal wordt via een meetversterker op twee afbuigingsplaten aangeboden die de elektronenbundel verticaal op en neer laten bewegen. Een interne zaagtandgenerator stuurt de andere twee afbuigingsplaten aan die zorgen voor de horizontale beweging (tijdas).
Nadeel van de analoge oscilloscoop is, zoals gezegd, dat het signaal alleen bekeken, maar niet bewaard kan worden. Pas met de opkomst van geheugen-ic’s en de computer kan men met behulp van de digitale oscilloscoop wel grote hoeveelheden meetgegevens vastleggen. Een tussenvorm was het lang nalichtende fosforscherm, dat met een enkele zaagtand het snelle signaal een kort moment liet zien.